# 카앤스포츠TV
CAR & SPORT TV는 자동차 전문채널이다. 모터스포츠, 경륜, 경정 프로그램을 방송했으며 2014년에 폐국했다.